# Frankie Atwater
Frank « Frankie » Atwater (né le 4 février 1969) est un athlète américain spécialiste du 400 mètres.
Il remporte en 1995 son premier titre international en s'imposant en finale du relais 4 × 400 m des Championnats du monde en salle de Barcelone aux côtés de ses coéquipiers américains Rod Tolbert, Calvin Davis et Tod Long. L'équipe américaine devance, avec le temps de 3 min 07 s 37, les relais italiens et japonais. 
Son record personnel sur 400 mètres est de 45 s 44, établi le 18 mai 1992 à Norman.

## Palmarès
| Année | Compétition                    | Lieu      | Place | Épreuve   |
| ----- | ------------------------------ | --------- | ----- | --------- |
| 1995  | Championnats du monde en salle | Barcelone | 1er   | 4 × 400 m |